# Wijken en buurten in Zeist
De Nederlandse gemeente Zeist is voor statistische doeleinden onderverdeeld in wijken en buurten. De gemeente is verdeeld in de volgende statistische wijken:
- Wijk 01 Centrum Zeist (CBS-wijkcode:035501)
- Wijk 02 Zeist-Noord (CBS-wijkcode:035502)
- Wijk 03 Zeist-West (CBS-wijkcode:035503)
- Wijk 04 Zeist-Oost, Zeister Bos en omgeving (CBS-wijkcode:035504)
- Wijk 05 Huis Ter Heide, Bosch en Duin (CBS-wijkcode:035505)

Een statistische wijk kan bestaan uit meerdere buurten. Onderstaande tabel geeft de buurtindeling met kentallen volgens het Centraal Bureau voor de Statistiek (2008):
| CBS-buurtcode | Buurtnaam                          | Inwonertal | Opp. totaal (ha) | Opp. land (ha) | Ligging                |
| ------------- | ---------------------------------- | ---------- | ---------------- | -------------- | ---------------------- |
| BU03550101    | Carre                              | 2470       | 26               | 26             | Locatie in de gemeente |
| BU03550102    | Centrumschil-Zuid                  | 2890       | 67               | 67             | Locatie in de gemeente |
| BU03550103    | Centrumschil-Noord                 | 5450       | 82               | 82             | Locatie in de gemeente |
| BU03550104    | Lyceumkwartier                     | 3350       | 179              | 179            | Locatie in de gemeente |
| BU03550105    | Het Slot en omgeving               | 520        | 55               | 52             | Locatie in de gemeente |
| BU03550201    | Patijnpark                         | 3880       | 64               | 64             | Locatie in de gemeente |
| BU03550202    | Dijnselburg en Verzetswijk         | 3150       | 59               | 59             | Locatie in de gemeente |
| BU03550203    | Staatsliedenkwartier               | 1840       | 24               | 24             | Locatie in de gemeente |
| BU03550204    | Mooi Zeist, Sanatorium en omgeving | 2300       | 67               | 67             | Locatie in de gemeente |
| BU03550205    | Vollenhove                         | 4190       | 54               | 54             | Locatie in de gemeente |
| BU03550206    | Utrechtseweg                       | 970        | 83               | 83             | Locatie in de gemeente |
| BU03550301    | Griffensteijn en Kersbergen        | 2900       | 55               | 55             | Locatie in de gemeente |
| BU03550302    | Nijenheim                          | 2840       | 36               | 35             | Locatie in de gemeente |
| BU03550303    | Crosestein                         | 1160       | 19               | 19             | Locatie in de gemeente |
| BU03550304    | Vogelwijk                          | 1520       | 41               | 40             | Locatie in de gemeente |
| BU03550305    | Brugakker en De Clomp              | 2560       | 29               | 29             | Locatie in de gemeente |
| BU03550306    | Couwenhoven                        | 330        | 10               | 10             | Locatie in de gemeente |
| BU03550307    | Blikkenburg en omgeving            | 2600       | 214              | 212            | Locatie in de gemeente |
| BU03550308    | Wiedegebied                        | 120        | 412              | 408            | Locatie in de gemeente |
| BU03550401    | Hoge Dennen                        | 3210       | 121              | 121            | Locatie in de gemeente |
| BU03550402    | Kerckebosch                        | 1570       | 48               | 48             | Locatie in de gemeente |
| BU03550403    | Driebergseweg                      | 200        | 57               | 56             | Locatie in de gemeente |
| BU03550404    | Station NS                         | 90         | 5                | 5              | Locatie in de gemeente |
| BU03550405    | Zeister Bos                        | 1070       | 924              | 924            | Locatie in de gemeente |
| BU03550406    | Austerlitz                         | 1420       | 69               | 69             | Locatie in de gemeente |
| BU03550407    | Verspreide huizen Austerlitz       | 100        | 363              | 363            | Locatie in de gemeente |
| BU03550501    | Huis ter Heide-Zuid                | 780        | 182              | 182            | Locatie in de gemeente |
| BU03550502    | Huis ter Heide-Noord               | 620        | 88               | 88             | Locatie in de gemeente |
| BU03550503    | Bosch en Duin                      | 1870       | 495              | 495            | Locatie in de gemeente |
| BU03550504    | Verspreide huizen Beukbergen       | 780        | 276              | 276            | Locatie in de gemeente |
| BU03550505    | Den Dolder-Zuid                    | 1740       | 136              | 136            | Locatie in de gemeente |
| BU03550506    | Den Dolder-Noord                   | 1880       | 247              | 247            | Locatie in de gemeente |
| BU03550507    | Soestdijkerweg en omgeving         | 120        | 276              | 275            | Locatie in de gemeente |